# Brzostowiczanka
Brzostowiczanka (biał. Бераставічанка) – rzeka w rejonie brzostowickim, w obwodzie grodzieńskim na Białorusi, prawy dopływ Świsłoczy w dorzeczu Niemna. Nazwa rzeki, podobnie jak wielu okolicznych miejscowości, pochodzi od lasów brzostowych. Długość 16 km, powierzchnia zlewni 138 km², średnie nachylenie powierzchni wody 2,6‰. Zaczyna się na południowo-wschodnim skraju wsi Brzostowiczany, płynie przez osiedle typu miejskiego Brzostowica Wielka, po czym wpada do Świsłoczy niedaleko wsi Hołynka. W Brzostowicy Wielkiej na rzece utworzony jest staw o powierzchni 0,05 km². Rzeka ma jeden dopływ – Brzostówkę.